# Шеверли
Шеверли (баш. Шеверле) — деревня в Аургазинском районе Республики Башкортостан Российской Федерации. Входит в состав Семенкинского сельсовета. Население на 1 января 2009 года составляло 364 человека. Почтовый индекс — 453493, код ОКАТО — 80205834011.

## История
До 2008 года входила в Турсагалинский сельсовет. После его упразднения деревня вошла в состав Семёнкинского сельсовета (Закон Республики Башкортостан от 19.11.2008 N 49-з «Об изменениях в административно-территориальном устройстве Республики Башкортостан в связи с объединением отдельных сельсоветов и передачей населённых пунктов»).

## География

### Географическое положение
Расстояние до:
- районного центра (Толбазы): 26 км,
- центра упразднённого Турсагалинского сельсовета (Шланлы): 2 км,
- ближайшей ж/д станции (Стерлитамак): 40 км.

## Население
| 2002 | 2009 | 2010 |
| ---- | ---- | ---- |
| 362  | ↗364 | ↘360 |

Согласно переписи 2002 года, преобладающая национальность — чуваши (97 %).